# Harogeri, Mundargi
Harogeri là một làng thuộc tehsil Mundargi, huyện Gadag, bang Karnataka, Ấn Độ.